# East York
East York [ˌistˈjɔɹk] ist mit einer Fläche von 21,26 Quadratkilometer der kleinste Stadtbezirk Torontos. Die Volkszählung im Jahr 2001 ergab für East York eine Einwohnerzahl von 115.185. Sie liegt östlich der Downtown.

## Geschichte
Das Gebiet um das heutige York wurde 1791 von europäischen Siedlern entdeckt und Dublin Township genannt. Dieser Name wurde einige Jahre später durch John Graves Simcoe zu Ehren des Duke of York and Albany in York umbenannt. East York war eine eigenständige Gemeinde im County York. Die Stadt am östlichen Arm des Don River entwickelte sich im 19. Jahrhundert zu einer Industriestadt. Wichtige Zweige dieser Industrie waren damals u. a. eine Brennerei und mehrere Mühlen. Zwischen 1840 und 1880 war York vor allem für seine prosperierende Landwirtschaft bekannt.
East York wurde 1967 ursprünglich als Bezirk in der Metropolregion Toronto mit halbautonomem Status gegründet. 1998 erfolgte die Verschmelzung zur „Megastadt“ Toronto. Seit den 1970er Jahren hat sich East York zum Hauptort von Einwanderern entwickelt.

## Demografie
45,1 % der Einwohner East Yorks sind Einwanderer und rund die Hälfte dieser (49 %) wanderten zwischen 1991 und 2001 ein. Die Einwanderer stammen u. a. aus Indien, Pakistan, Jamaika, den Philippinen und Sri Lanka. Außerdem gibt es eine altansässige Gemeinde griechischer Einwanderer und eine wachsende Gemeinschaft an Einwanderern aus China. Obwohl Englisch die vorherrschende Sprache in East York ist, geben 42,6 % der Bevölkerung an, dass weder Englisch noch Französisch ihre Muttersprache ist.